# Bonita Granville
Pour les articles homonymes, voir Granville (homonymie).
Bonita Granville, née le 2 février 1923 à Chicago (Illinois) et morte le 11 octobre 1988 d'un cancer à Santa Monica (Californie), est une actrice et productrice (de cinéma et de télévision) américaine.

## Biographie
Fille de l'acteur Bernard Granville (en) (1886-1936), Bonita Granville apparaît dans des films américains à partir de 1932, à l'âge de neuf ans, puis régulièrement jusqu'en 1950, année où elle met un terme quasi-définitif à sa carrière au cinéma, si l'on excepte sa participation à un film de 1956 et un petit rôle non crédité dans un dernier film de 1981 (ces deux réalisations portant le même titre français : Le Justicier solitaire - voir filmographie ci-après -).
À la télévision, de 1951 à 1965, elle joue dans des séries, notamment Lassie. Mariée en 1947 au producteur Jack Wrather, elle sera aussi productrice de quelques épisodes de cette série, ainsi que de plusieurs films ou téléfilms également consacrés à la célèbre chienne, entre 1963 et 1978.
En 1937, Bonita Granville obtient une nomination à l'Oscar de la meilleure actrice dans un second rôle, pour Ils étaient trois (1936). Depuis 1960, pour sa contribution au cinéma, une étoile lui est dédiée sur le Walk of Fame d'Hollywood Boulevard.
En 1947, elle épouse l'homme d'affaires Jack Wrather (1918-1984), dont elle reste veuve à son décès. Le couple est inhumé au Holy Cross Cemetery de Culver City (Californie).

## Filmographie partielle

### Cinéma

#### Années 1930

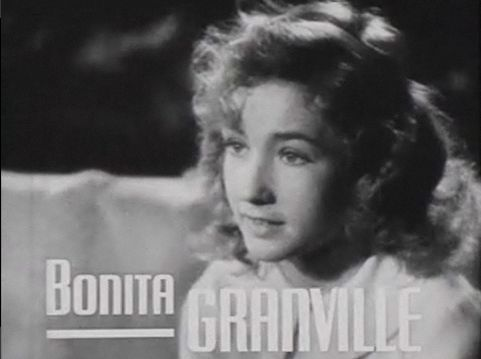
Dans Une journée de printemps (1937)

- 1932 : Westward Passage de Robert Milton : Olivia Allen à 10 ans
- 1933 : Cavalcade de Frank Lloyd
- 1933 : Les Quatre Filles du docteur March (Little Women) de George Cukor : une camarade classe d'Amy
- 1933 : Cradle Song de Mitchell Leisen
- 1934 : Le Calvaire de Flora Winters (The Life of Vergie Winters) de Alfred Santell
- 1935 : Impétueuse Jeunesse (Ah, Wilderness!) de Clarence Brown : Mildred Miller
- 1936 : Song of the Saddle de Louis King
- 1936 : Révolte à Dublin (The Plough and the Stars) de John Ford : Mollser
- 1936 : Le Jardin d'Allah (The Garden of Allah) de Richard Boleslawski : une fille au couvent
- 1936 : Ils étaient trois (These Three) de William Wyler : Mary Tilford
- 1937 : Le Démon sur la ville (Maid of Salem) de Frank Lloyd : Ann
- 1937 : Quality Street de George Stevens
- 1937 : L'Aventure de minuit (It's Love I'm After) d'Archie Mayo : Gracie Kane
- 1937 : Une journée de printemps (Call it a Day) d'Archie Mayo : Ann Hilton
- 1938 : White Banners de Edmund Goulding
- 1938 : Madame et son clochard (Merrily We Live) de Norman Z. McLeod : Marion Kilbourne
- 1938 : The Beloved Brat de Arthur Lubin
- 1938 : My Bill de John Farrow
- 1938 : Une enfant terrible (Hard to Get) de Ray Enright : Connie
- 1938 : Nancy Drew... Detective de William Clemens : Nancy Drew
- 1939 : Nancy Drew... Reporter de William Clemens : Nancy Drew
- 1939 : Nancy Drew... Trouble Shooter de William Clemens : Nancy Drew
- 1939 : Nancy Drew et l'escalier secret (Nancy Drew and the Hidden Staircase) de William Clemens : Nancy Drew

#### Années 1940
- 1940 : La Tempête qui tue (The Mortal Storm) de Frank Borzage : Elsa
- 1940 : Gallant Sons de George B. Seitz : Kate Pendleton
- 1940 : Third Finger, Left Hand de Robert Z. Leonard : Vicky Sherwood
- 1940 : Escape de Mervyn LeRoy : Ursula
- 1940 : Forty Little Mothers de Busby Berkeley : Doris
- 1941 : Souvenirs (H.M. Pulham, Esq.) de King Vidor : Mary Pulham
- 1941 : The Wild Man of Borneo de Robert B. Sinclair : Francine Diamond
- 1942 : La Clé de verre (The Glass Key) de Stuart Heisler : Opal Madvig
- 1942 : Forçats contre espions (Seven Miles from Alcatraz) d'Edward Dmytryk : Anne Porter
- 1942 : La Fièvre du jazz (Syncopation) de William Dieterle
- 1942 : Une femme cherche son destin (Now Voyager) d'Irving Rapper : June Vale
- 1943 : Les Enfants d'Hitler (Hitler's Children) d'Edward Dmytryk : Anna Müller
- 1944 : Hollywood Mélodie (Song of the Open Road) de S. Sylvan Simon : Bonnie
- 1944 : André Hardy préfère les brunes (Andy Hardy's Blonde Trouble) de George B. Seitz : Kay Wilson
- 1946 : Peines de cœur (Love Laughs at Andy Hardy) de Willis Goldbeck : Kay Wilsonn
- 1946 : The Truth About Murder (en) de Lew Landers : Christine Allen
- 1948 : La Ruée vers l'or noir (en) (Strike It Rich) de Lesley Selander : Julie Ann Brady

#### Années 1950
- 1950 : Trahison à Budapest (Guilty of Treason) de Felix E. Feist : Stéphanie Varna
- 1956 : Le Justicier solitaire (The Lone Ranger) de Stuart Heisler : Welcome Kilgore

#### Années 1980
- 1981 : Le Justicier solitaire (The Legend of the Lone Ranger) de William A. Fraker : une femme

### Télévision
(séries)
- 1955 : Schlitz Playhouse of Stars, saison 4, épisode 37 Sentence of Death de Robert Florey : Ellen Morison
- 1955-1956 : Climax!
  - Saison 1, épisode 33 The Healer : Laura Jordan
  - Saison 2, épisode 20 The Fifth Wheel : Molly
- 1958 : Studio One, saison 10, épisode 22 The Fair-Haired Boy : Ann
- 1959 -1973 : Lassie, saisons 6 à 19, 373 épisodes comme productrice (dont 13 épisodes comme actrice et un épisode comme réalisatrice)

## Distinctions
- 1937 :  Nomination à l'Oscar de la meilleure actrice dans un second rôle, pour Ils étaient trois
- 1960 : Étoile sur le Hollywood Walk of Fame